# Liste der Erdsphären
Erdsphären bezeichnen Phänomene der Erde, die sich auf, oberhalb oder unterhalb der Oberfläche des Planeten befinden. Diese Phänomene haben eine räumliche Ausdehnung und legen sich meistens mehr oder weniger schalenartig um den ganzen Himmelskörper. Sie gliedern sich in drei Gruppen:
- Natürliche Erdsphären existieren auch ohne Zutun des Menschen. Beispiele sind: Atmosphäre, Lithosphäre und Pedosphäre.
- Kulturbedingte Erdsphären existieren nur wegen menschlichen Handelns. Beispiele sind: Anthroposphäre, Soziosphäre und Technosphäre.
- Teilnatürliche Erdsphären vereinigen in sich sowohl natürliche Eigenschaften der Erde als auch kulturbedingte Zusätze und Veränderungen. Beispiele sind: Agrosphäre, Chorosphäre und Landschaftssphäre.

| Erdsphäre            | Jahr der Begriffsprägung | Autor der Begriffsprägung                                                  | Erdsphärengruppe                                         | Kurzerläuterungen |
| -------------------- | ------------------------ | -------------------------------------------------------------------------- | -------------------------------------------------------- | --- |
| Aquasphäre           | 1938                     | Lehrer aus Zanesville (Ohio)                                               | natürliche Erdsphäre                                     | 1. Der Flüssigwasseranteil der Hydrosphäre. 2. Ein Synonym für Hydrosphäre. |
| Agrosphäre           |                          |                                                                            | teilnatürliche Erdsphäre                                 | Anteil der terrestrischen Ökosphäre, der für landwirtschaftliche Tätigkeiten umgestaltet und genutzt wird. |
| Asthenosphäre        | 1914                     | Barrell, Joseph                                                            | natürliche Erdsphäre                                     | Die Sphäre aus leicht angeschmolzenem Gestein zwischen der Lithosphäre und der geosphärischen Mesosphäre. |
| Atmohydrosphäre      |                          |                                                                            | natürliche Erdsphäre                                     | Ein Synonym für Hydroatmosphäre. |
| Atmosphäre           | 1638                     | Wilkins, John                                                              | natürliche Erdsphäre                                     | Die dünne Gashülle des Planeten Erde. |
| Außenkern            | 1913                     | Gutenberg, Beno                                                            | natürliche Erdsphäre                                     | Der flüssige äußere Erdkern (äußerer Kern, Erdaußenkern). |
| Barosphäre           | 1924                     | Sen, Sachindra Nath                                                        | natürliche Erdsphäre                                     | 1. Ein Abschnitt der Erdatmosphäre: die innere Schicht der Atmosphäre, in der Luftteilchen häufig zusammenstoßen. 2. Fehlerhafte Schreibweise von Barysphäre. |
| Barysphäre           | 1875                     | Suess, Eduard                                                              | natürliche Erdsphäre                                     | Der massereiche Anteil der Erde: 1. Erdkruste aus SiMa und alle Anteile der Erde darunter. 2. Asthenosphäre, geosphärische Mesosphäre, Erdaußenkern und Erdinnenkern. 3. Erdmantel, Erdaußenkern und Erdinnenkern. 4. Erdaußenkern und Erdinnenkern. 5. Ein Synonym für Erdinnenkern.                                                                                         |
| Basaltosphäre        |                          |                                                                            | natürliche Erdsphäre                                     | Der Anteil der Lithosphäre aus basaltischen Gesteinen. |
| Binnenhydrosphäre    | 1970                     | Winkler, Ernst                                                             | natürliche Erdsphäre                                     | Ein Synonym für Limnosphäre. |
| Biogenosphäre        | 1959                     | Zabelin, Igor Mikhailovich                                                 | natürliche Erdsphäre                                     | Der Bereich der Erde, in dem Leben entstehen konnte. |
| Biogeosphäre         | 1954                     | Zlatník, Alois                                                             | natürliche Erdsphäre                                     | 1. Ein Synonym für Physiosphäre. 2. Der terrestrische Anteil der globalen Biozönose. 3. Ein Synonym für Ökosphäre. 4. Der terrestrische Anteil der Ökosphäre. |
| Biohydrosphäre       |                          |                                                                            | natürliche Erdsphäre                                     | Ein Synonym für Hydrobiosphäre. |
| Biosphäre            | 1875                     | Suess, Eduard                                                              | natürliche Erdsphäre                                     | 1. Der Raum, in dem irdische Lebewesen vorkommen. 2. Die globale Biozönose: Die Gesamtheit der irdischen Lebewesen. 3. Ein Synonym für Ökosphäre. - Zudem eine nicht-erdsphärische Bedeutung. |
| Chemosphäre          | 1951                     | Gerson, Nathaniel Charles und Kaplan, Jed                                  | natürliche Erdsphäre                                     | Ein Abschnitt der Erdatmosphäre: Die Schicht der Erdatmosphäre, in der vermehrt chemische Reaktionen wegen der UV-Strahlung der Sonne stattfinden. |
| Chionosphäre         | 1939                     | Kalesnik, Stanislav Vikentyevich                                           | natürliche Erdsphäre                                     | Die schneebedeckten Bereiche der Erde. |
| Chorosphäre          |                          |                                                                            | teilnatürliche Erdsphäre                                 | Ein Synonym für Landschaftssphäre. |
| Dekompositionssphäre |                          |                                                                            | natürliche Erdsphäre                                     | Der Verwitterungsmantel der Erde. |
| Diffusosphäre        |                          |                                                                            | natürliche Erdsphäre                                     | Ein Abschnitt der Erdatmosphäre: Die Schicht oberhalb der Turbosphäre, in der Luftteilchen mehrheitlich allein durch Diffusion bewegt werden. |
| Edaphosphäre         | 1938                     | Lehrer aus Zanesville (Ohio)                                               | natürliche Erdsphäre                                     | Ein Synonym für Pedosphäre. - Zudem nicht-erdsphärische Bedeutungen. |
| Effusosphäre         |                          |                                                                            | natürliche Erdsphäre                                     | Ein Abschnitt der Erdatmosphäre: Die Schicht oberhalb der Diffusosphäre, in der Luftteilchen in den interplanetaren Weltraum verdriften können. |
| Elektrosphäre        | 1964                     | Chalmers, John Alan                                                        | natürliche Erdsphäre                                     | Ein Abschnitt der Erdatmosphäre: Die Schicht der Erdatmosphäre mit höherer elektrischer Leitfähigkeit. |
| Endosphäre           |                          |                                                                            | natürliche Erdsphäre                                     | 1. Ein Abschnitt der Erdatmosphäre: alle atmosphärischen Schichten unterhalb der Exosphäre. 2. Alle Anteile der festen Erde unterhalb der Erdkruste. 3. Alle Anteile der festen Erde unterhalb der Lithosphäre. - Zudem nicht-erdsphärische Bedeutungen. |
| Epigeosphäre         | 1965                     | Isachenko, Anatolii Grigorevich (1965)                                     | natürliche Erdsphäre                                     | Ein Synonym für Landschaftssphäre. - Zudem eine nicht-erdsphärische (aber bodenkundliche) Bedeutung. |
| Exogasosphäre        |                          |                                                                            | natürliche Erdsphäre                                     | Die Bereiche der Erde, von denen Gasteilchen ausgehen können, die schließlich in den interplanetaren Weltraum verdriften. |
| Exosphäre            | 1949                     | Spitzer, Lyman                                                             | natürliche Erdsphäre                                     | 1. Ein Abschnitt der Erdatmosphäre: Die äußere Schicht der Atmosphäre, in der Luftteilchen selten zusammenstoßen. 2. Atmosphäre zusammengenommen mit Hydrosphäre und mit Erdkruste (nicht mit Lithosphäre!). |
| Geobiosphäre         | 1979                     | Walter, Heinrich Karl                                                      | natürliche Erdsphäre                                     | Der terrestrische Anteil der globalen Biozönose. In dieser Bedeutung ein Synonym für Biogeosphäre. |
| Geomorphosphäre      | 1983                     | Mac, Ion                                                                   | natürliche Erdsphäre                                     | Ein Synonym für Reliefsphäre. |
| Geoökosphäre         | 1982                     | Leser, Hartmut                                                             | natürliche Erdsphäre                                     | 1. Der terrestrische Anteil der Ökosphäre. 2. Ein Synonym für Ökosphäre. |
| Geosphäre            | 1871                     | Andrews, Stephen Pearl                                                     | natürliche oder teilnatürliche Erdsphäre                 | 1. Lithosphäre, Asthenosphäre, geosphärische Mesosphäre, Erdaußenkern und Erdinnenkern. 2. Ein Synonym für Physiosphäre. 3. Ein Synonym für Erdsphäre. |
| Granitosphäre        |                          |                                                                            | natürliche Erdsphäre                                     | Der Anteil der Lithosphäre aus granitischen Gesteinen. |
| Gravisphäre          | 1961                     | Strughold, Hubertus                                                        | natürliche Erdsphäre                                     | Die Gravisphäre der Erde bezeichnet den Bereich des Weltraums, in dem der Einfluss der irdischen Schwerkraft überwiegt. Ein ähnliches Konzept ist das der schwerkraftbedingten Einflusssphäre. Für die Festlegung der schwerkraftbedingten Einflusssphäre gibt es zwei unterschiedliche Ansätze. Einerseits die Hill-Sphäre und andererseits die Einflusssphäre nach Laplace. |
| Heterosphäre         | 1950                     | Chapman, Sydney                                                            | natürliche Erdsphäre                                     | Ein Abschnitt der Erdatmosphäre: Die Schicht der Atmosphäre, in der die Luftteilchen-Fraktionen entmischt vorliegen. |
| Homosphäre           | 1950                     | Chapman, Sydney                                                            | natürliche Erdsphäre                                     | Ein Abschnitt der Erdatmosphäre: Die Schicht der Atmosphäre, in der die Luftteilchen-Fraktionen gleichmäßig durchmischt vorliegen. |
| Hüllensphäre         | 1970                     | Winkler, Ernst                                                             | natürliche Erdsphäre                                     | Eine der Erdsphären, die zur äußeren Hülle des Planeten Erde beitragen, primär also Lithosphäre oder Atmosphäre oder Hydrosphäre oder die globale Biozönose. |
| Hydroatmosphäre      |                          |                                                                            | natürliche Erdsphäre                                     | Atmosphäre und Hydrosphäre in Zusammenschau. |
| Hydrobiosphäre       |                          |                                                                            | natürliche Erdsphäre                                     | Die Biosphäre der aquatischen Lebensräume (Meere, Seen, Fließgewässer). |
| Hydrogensphäre       |                          |                                                                            | natürliche Erdsphäre                                     | Ein Synonym für Wasserstoffsphäre. |
| Hydrosphäre          | 1875                     | Suess, Eduard                                                              | natürliche Erdsphäre                                     | Das gesamte Wasser des Planeten Erde (Erdhydrosphäre). |
| Hypopedosphäre       |                          |                                                                            | natürliche Erdsphäre                                     | Ein Synonym für Dekompositionssphäre. |
| Innenkern            | 1936                     | Lehmann, Inge                                                              | natürliche Erdsphäre                                     | Der feste innere Erdkern (innerer Kern, Erdinnenkern). |
| Intersphäre          | 1956                     | Kapustinski, Anatoli Fjodorowitsch                                         | natürliche Erdsphäre                                     | Ein Synonym für geosphärische Mesosphäre. |
| Ionosphäre           | 1926                     | Watson-Watt, Robert Alexander                                              | natürliche Erdsphäre                                     | Ein Abschnitt der Erdatmosphäre: Die Schicht der Atmosphäre, die mehrheitlich aus ionisierten Teilchen besteht. |
| Kernsphäre           |                          |                                                                            | natürliche Erdsphäre                                     | Eine der Erdsphären, die zum Erdkern beitragen. Also der Erdaußenkern oder der Erdinnenkern. |
| Kryosphäre           | 1923                     | Dobrowolski, Antoni Bolesław                                               | natürliche Erdsphäre                                     | Das gesamte Eis (Wassereis) des Planeten Erde (Erdkryosphäre). |
| Landschaftssphäre    | 1950                     | Efremov, Georgij (Iurii) Konstantinovič                                    | teilnatürliche Erdsphäre                                 | Der moderne Begriff für den Forschungsgegenstand der Wissenschaft namens Geographie: Der Raum, in dem sich die Dinge befinden, mit denen sich die Wissenschaft Geographie beschäftigt. |
| Limnosphäre          |                          |                                                                            | natürliche Erdsphäre                                     | Die Gesamtheit der Binnengewässer: Die Stillgewässer und Fließgewässer der Hydrosphäre. Sie führen in der Regel Süßwasser. |
| Lithosphäre          | 1875                     | Suess, Eduard                                                              | natürliche Erdsphäre                                     | Die starre äußere Gesteinshülle der Erde. |
| Magnetosphäre        | 1959                     | Gold, Thomas                                                               | natürliche Erdsphäre                                     | Das Raumgebiet der Erde, in dem ihr Magnetfeld stärker ist als das Magnetfeld der Heliosphäre. |
| Mantelsphäre         |                          |                                                                            | natürliche Erdsphäre                                     | Eine der Erdsphären unterhalb der Lithosphäre, die zum Erdmantel beitragen. Also die Asthenosphäre oder die geosphärische Mesosphäre. |
| Mesosphäre           | 1940                     | Daly, Reginald Aldworth (unter Bezug auf Henry Stephens Washington (1925)) | natürliche Erdsphäre                                     | 1. Schicht zwischen der Asthenosphäre und dem Erdaußenkern (geosphärische Mesosphäre). 2. Ein Abschnitt der Erdatmosphäre: Die Schicht oberhalb der Stratosphäre (atmosphärische Mesosphäre). |
| Metamorphosphäre     |                          |                                                                            | natürliche Erdsphäre                                     | Der Anteil der Lithosphäre aus metamorphen Gesteinen. |
| Metasphäre           | 1959                     | Chapman, Sydney                                                            | natürliche Erdsphäre                                     | Ein Abschnitt der Erdatmosphäre: Die Schicht der äußeren Atmosphäre, die mehrheitlich fast ausschließlich aus ionisiertem Wasserstoff besteht. |
| Morphosphäre         |                          |                                                                            | natürliche Erdsphäre                                     | Ein Synonym für Reliefsphäre. - Zudem eine nicht-erdsphärische Bedeutung. |
| Neutrosphäre         | 1950                     | Chapman, Sydney                                                            | natürliche Erdsphäre                                     | Ein Abschnitt der Erdatmosphäre: Die Schicht der Atmosphäre, die mehrheitlich aus elektrisch neutralen Teilchen besteht. |
| Ökosphäre            | 1958                     | Cole, Lamont C.                                                            | natürliche Erdsphäre                                     | Das globale Ökosystem in seiner räumlichen Erstreckung: Die Gesamtheit der irdischen Organismen mitsamt ihrer unbelebten Umwelt einschließlich der Wechselwirkungen der Lebewesen untereinander und mit ihrer unbelebten Umwelt. - Zudem eine veraltete und nur noch selten benutzte, nicht-erdsphärische Bedeutung.                                                          |
| Ozeanosphäre         |                          |                                                                            | natürliche Erdsphäre                                     | Die Gesamtheit der Meere. Beziehungsweise die marinen Anteile der Hydrosphäre. Sie führen in der Regel Salzwasser. |
| Ozon(o)sphäre        |                          |                                                                            | natürliche Erdsphäre                                     | Ein Synonym für Ozonschicht. |
| Peplosphäre          | 1953                     | Schneider-Carius, Karl                                                     | natürliche Erdsphäre                                     | Die erdoberflächennächste Schicht der Troposphäre. |
| Pedosphäre           | 1905                     | Jarilow, Arsseni Arsenjewitsch                                             | natürliche Erdsphäre                                     | Die Gesamtheit aller Böden der Erde (Bodendecke). |
| Pelosphäre           |                          |                                                                            | natürliche Erdsphäre                                     | Der Bereich der abgelagerten Schlämme und Schlicke. |
| Perisphäre           | 1956                     | Kapustinski, Anatoli Fjodorowitsch                                         | natürliche Erdsphäre                                     | Ein Synonym für Lithosphäre. |
| Petrosphäre          |                          |                                                                            | natürliche Erdsphäre                                     | Ein Synonym für Lithosphäre. - Zudem nicht-erdsphärische Bedeutungen. |
| Physiosphäre         | 1970                     | Peters, William C.                                                         | natürliche Erdsphäre                                     | Die unbelebte Umwelt der globalen Biozönose. - Zudem eine nicht-erdsphärische Bedeutung. |
| Phytosphäre          | 1912                     | Dryer, Charles Redway                                                      | natürliche Erdsphäre                                     | Die Gesamtheit des pflanzlichen Lebens. |
| Phytogeosphäre       | 1945                     | Lavrenko, Evgeni Michajlovic                                               | natürliche Erdsphäre                                     | Der Gesamtheit des terrestrischen pflanzlichen Lebens. |
| Plasmasphäre         | 1966                     | Carpenter, Donald L.                                                       | natürliche Erdsphäre                                     | Der verhältnismäßig plasmareiche, innere Bereich der Magnetosphäre. Innerhalb der Plasmasphäre befinden sich die Van-Allen-Strahlungsgürtel. |
| Probiosphäre         | 1963                     | Kovalskij, Viktor Vladislavovič                                            | natürliche Erdsphäre                                     | Ein Synonym für Biogenosphäre. |
| Protonosphäre        | 1960                     | Johnson, Francis Severin                                                   | natürliche Erdsphäre                                     | Ein Abschnitt der Erdatmosphäre: Die Schicht der äußeren Atmosphäre, die fast ausschließlich aus ionisiertem Wasserstoff besteht. |
| Protosphäre          | 1959                     | Chapman, Sydney                                                            | natürliche Erdsphäre                                     | Ein Synonym für Protonosphäre. |
| Pyrosphäre           |                          |                                                                            | natürliche Erdsphäre                                     | Die Schicht der festen Erde, in der Gesteinsschmelzen vorkommen. |
| Reliefsphäre         | 1969                     | Büdel, Julius                                                              | natürliche Erdsphäre                                     | Die Gesamtheit der Oberflächenformen der Erde. |
| Sedimentosphäre      |                          |                                                                            | natürliche Erdsphäre                                     | 1. Die Bereiche der Erde, die an aktuell ablaufenden Ablagerungsprozessen beteiligt sind. 2. Ein Synonym für Stratisphäre. |
| Solusphäre           | 1957                     | Rainwater, Frank Hays und White, Walter Finch Jr.                          | natürliche Erdsphäre                                     | Die Gesamtvorkommen wässriger Lösungen. |
| Stratisphäre         | 1940                     | Pustovalov, Leonid Vasilevich                                              | natürliche Erdsphäre                                     | Der Anteil der Lithosphäre aus Sedimenten und Sedimentgesteinen. |
| Stratosphäre         | 1908                     | Teisserenc de Bort, Léon-Philippe                                          | natürliche Erdsphäre                                     | Ein Abschnitt der Erdatmosphäre: Die Schicht der Atmosphäre über der Troposphäre. |
| Tektonosphäre        | 1968                     | Belousov, Vladimir Vladimirovich E.                                        | natürliche Erdsphäre                                     | Der Bereich, in dem Plattentektonik stattfindet. Also Erdkruste und oberer Erdmantel, beziehungsweise Lithosphäre und Asthenosphäre. |
| Tektosphäre          | 1899                     | Murray, John und andere                                                    | natürliche Erdsphäre                                     | 1. Der Bereich, über dem sich Erdkrustenteile schieben. Dieser Tektosphäre-Begriff ist funktional – aber nicht räumlich – deckungsgleich mit der Asthenosphäre. 2. Der lithosphärischen Erdmantel unterhalb der Kratone. |
| Terrasphäre          |                          |                                                                            | natürliche Erdsphäre                                     | 1. Die fest Erdoberfläche (Festland). 2. Ein Synonym für Lithosphäre. 3. Ein Synonym für Pedosphäre. 4. Ein Synonym für die Geosphäre nach Stephen Pearl Andrews. - Zudem nicht-erdsphärische Bedeutungen. |
| Terresphäre          |                          |                                                                            | natürliche Erdsphäre                                     | 1. Die feste Erdoberfläche (Festland). 2. Die feste Erdoberfläche (Festland) zusammen mit ihrer terrestrischen Biozönose. - Zudem eine nicht-erdsphärische Bedeutung. |
| Thalassosphäre       |                          |                                                                            | natürliche Erdsphäre                                     | Ein Synonym für Ozeanosphäre. |
| Thermosphäre         | 1924                     | Sen, Sachindra Nath                                                        | natürliche Erdsphäre                                     | Ein Abschnitt der Erdatmosphäre: Die Schicht oberhalb der atmosphärischen Mesosphäre. |
| Toposphäre           | 1953                     | Winkler, Ernst                                                             | natürliche, teilnatürliche oder kulturbedingte Erdsphäre | 1. Die menschlichen Siedlungen auf der Erde. 2. Ein Synonym für Physiosphäre. 3. Ein Synonym für Reliefsphäre. 4. Fehlerhafte Schreibweise von Troposphäre. |
| Troposphäre          | 1908                     | Teisserenc de Bort, Léon-Philippe                                          | natürliche Erdsphäre                                     | Ein Abschnitt der Erdatmosphäre: Die erdoberflächennächste Schicht der Atmosphäre. |
| Turbosphäre          | 1950                     | Chapman, Sydney                                                            | natürliche Erdsphäre                                     | Ein Abschnitt der Erdatmosphäre: Die Schicht der Atmosphäre, in der alle Luftteilchen-Fraktionen durch verschiedene Prozesse durchmischt werden. |
| Wasserstoffsphäre    | 1911                     | Wegener, Alfred Lothar                                                     | natürliche Erdsphäre                                     | Ein Abschnitt der Erdatmosphäre: Die Schicht der Atmosphäre, die fast ausschließlich aus Wasserstoff besteht. Auch genannt Geokorona, abgeleitet von Geocoroniumsphäre. |
| Zentrisphäre         | 1956                     | Kapustinski, Anatoli Fjodorowitsch                                         | natürliche Erdsphäre                                     | Ein Synonym für Erdkern. |
| Zentrosphäre         | 1901                     | Dryer, Charles Redway                                                      | natürliche Erdsphäre                                     | Die geosphärische Mesosphäre und der Erdkern. |
| Zoosphäre            | 1913                     | Grabau, Amadeus William                                                    | natürliche Erdsphäre                                     | Die Gesamtheit des tierischen Lebens. |